# Hugo Nolthenius (1892-1979)
Hugo Balder Siego Nolthenius (Driebergen, 13 april 1892 – Schiermonnikoog, 28 december 1979) was een Nederlands cellist en classicus. 
Hij was zoon van musicus Hugo Nolthenius (1848-1929) en Judith Mertens. Hij was de vader van musicologe en schrijfster Hélène Nolthenius.
Hij was jarenlang verbonden als cellist aan het Concertgebouworkest. Daarmee trad hij in de periode 1915-1920 zes maal op als solist: in de celloconcerten van Camille Saint-Saëns (no. 1) en Eugen d'Albert onder Cornelis Dopper, die van Edouard Lalo en Antonin (Dvořák) onder Evert Cornelis en nogmaals dat van Dvořák onder Willem Mengelberg. Na die carrière werd hij docent klassieke talen aan het Kennemer Lyceum in Overveen.
Hij was sinds 1918 getrouwd met Nelli Helena Anna Eichhorn. In de periode 26 mei 1944 tot de bevrijding op 29 april 1945 bevond hij zich in het concentratiekamp Dachau; het gezin had onderdak geboden aan een Joods meisje.
Hij scheidde in 1972 en trouwde nog in hetzelfde jaar met de schrijfster Louise Mellema. Het echtpaar werd begraven op Schiermonnikoog. In de overlijdensadvertenties werd in het bijzonder Nolthenius' liefde voor het celloconcert van Dvořák aangehaald.